# 恆偉集團控股
恆偉集團控股有限公司，簡稱恆偉集團控股（英語：HANVEY GROUP HOLDINGS LIMITED，港交所：8219），在1986年，由主席卓善章，於總部香港成立「三井錶業有限公司」，主要經營生產、設計及銷售錶類產品。
股份在2018年7月12日於港交所創業板上市。公司发行2.5亿股，其中90%为配售，10%为公开发售，每股发行价0.23港元-0.27港元，集資額為3560万港元，用于收购新生产设施；扩大电子商务客户群；加强设计能力；偿还银行贷款和运营资金。

## 連結
- hanveygroup.com.hk （页面存档备份，存于）